# Kleinnondorf (Gemeinde Rappottenstein)
Kleinnondorf ist eine Ortschaft der Gemeinde Rappottenstein im Bezirk Zwettl in Niederösterreich. Sie befindet sich in der gleichnamigen Katastralgemeinde.

## Geschichte
Der Ort wurde 1371 zum ersten Mal schriftlich als Newndorf erwähnt. Im Jahr 1822 wurde der Ort als Dorf mit zwölf Häusern genannt, das nach Rappottenstein eingepfarrt war, wohin auch die Kinder eingeschult wurden. Die Herrschaft Rappottenstein besaß die Ortsobrigkeit, übte die Landgerichtsbarkeit aus, besorgte die Konskription und hatte zusammen mit der Herrschaft Rosenau die Grundherrschaft inne.
Mit der Aufhebung der Grundherrschaften wurde der Ort 1849 eine Katastralgemeinde der Gemeinde Rappottenstein, zu ihr gehörten auch die Einzellagen Neumühle und Ödmühle.
Laut Adressbuch von Österreich waren im Jahr 1938 in Kleinnondorf ein Holzhändler und mehrere Landwirte ansässig.
1949 wird der Ort elektrifiziert, 1955 wurde die Ortsbeleuchtung installiert, 1965 die Straßen des Ortes asphaltiert.

## Siedlungsentwicklung
Zum Jahreswechsel 1979/1980 befanden sich in der Katastralgemeinde Kleinnondorf insgesamt 16 Bauflächen mit 7.414 m² und 7 Gärten auf 1.212 m², 1989/1990 gab es 16 Bauflächen. 1999/2000 war die Zahl der Bauflächen auf 49 angewachsen und 2009/2010 bestanden 31 Gebäude auf 53 Bauflächen.

## Bodennutzung
Die Katastralgemeinde ist landwirtschaftlich geprägt. 115 Hektar wurden zum Jahreswechsel 1979/1980 landwirtschaftlich genutzt und 139 Hektar waren forstwirtschaftlich geführte Waldflächen. 1999/2000 wurde auf 108 Hektar Landwirtschaft betrieben und 145 Hektar waren als forstwirtschaftlich genutzte Flächen ausgewiesen. Ende 2018 waren 102 Hektar als landwirtschaftliche Flächen genutzt und Forstwirtschaft wurde auf 148 Hektar betrieben. Die durchschnittliche Bodenklimazahl von Kleinnondorf beträgt 16,2 (Stand 2010).